# Michail Wladimirowitsch Raswoschajew

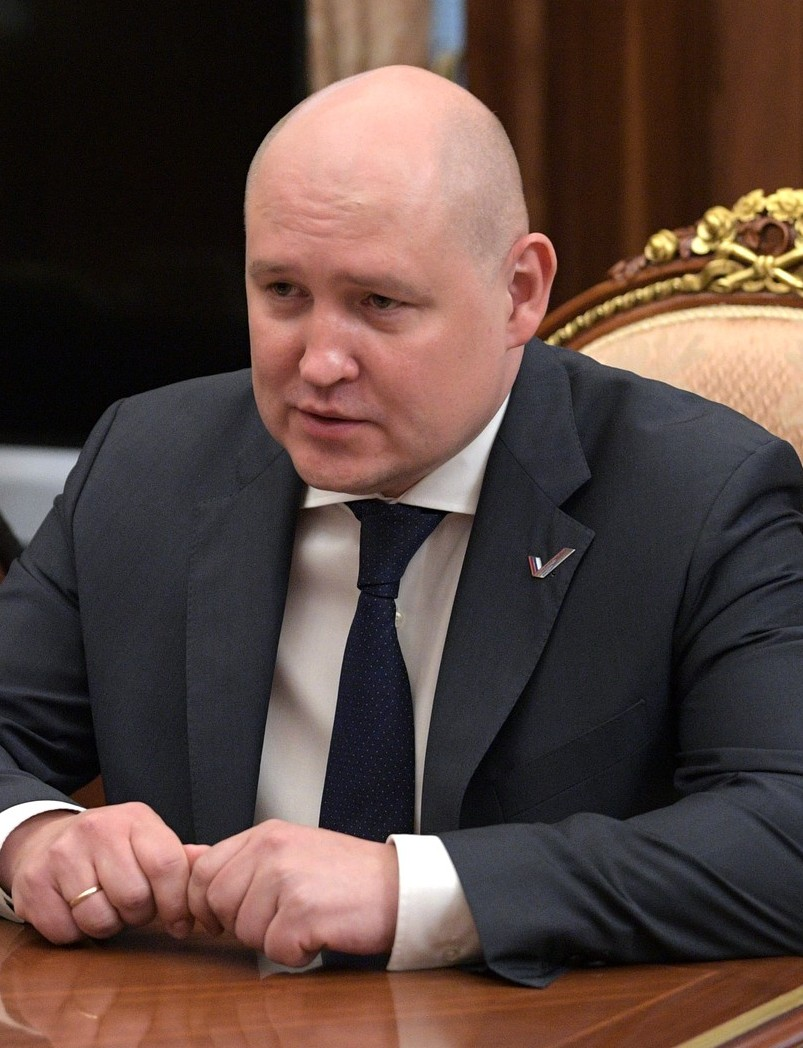
Raswoschajew (2019)

Michail Wladimirowitsch Raswoschajew (russisch Михаил Владимирович Развожаев, wiss. Transliteration Michail Vladimirovič Razvožaev; * 30. Dezember 1980) ist ein russischer Staatsmann und Politiker, der seit dem 2. Oktober 2020 als nicht anerkannter Gouverneur von Sewastopol in der russischen Besatzungszone amtiert.
Vorher war er ab dem 25. Oktober 2019 Sekretär der Regionalabteilung von Sewastopol der Partei Einiges Russland. Vor dieser Position war er stellvertretender Minister der Russischen Föderation für Angelegenheiten des Nordkaukasus von Oktober 2014 bis Oktober 2018. Zusätzlich war er der Vorsitzende des Exekutivkomitees der Allrussischen Volksvertretung Front und Mitglied des zentralen Leiters der ONF von Dezember 2018 bis Juli 2019.